# Am Schönborn 9 (Hausen)
Cette propriété située Am Schönborn 9 à Hausen, un quartier de Bad Kissingen, dans le district de Basse-Franconie et le Land de Bavière, en Allemagne, est protégée au titre de monument historique (Baudenkmal). Elle figure sur la Bayerische Denkmalliste sous le numéro D-6-72-114-176.

## Description
Le bâtiment est construit en 1646 d'après l'inscription qui figure sur la façade. Il sert d'abord de logement.
Ce bâtiment à deux étages est surmonté d'une bâtière. Au niveau de la corniche du devant se trouve un palier qui suggère la présence d'un treillis entre le rez-de-chaussée et l'étage supérieur.
L'enseigne située près de l'angle de la façade est faite de formes rococo.
La propriété accueille aujourd'hui un restaurant.